# Haruhiro Yamashita
Haruhiro Yamashita (jap. 山下治広 Yamashita Haruhiro; ur. 15 listopada 1938 w Uwajimie) – japoński gimnastyk. Dwukrotny złoty medalista olimpijski z Tokio.
W pierwszej połowie lat 60. zdominował konkurencję skoku przez konia. Dwukrotnie sięgał po medale mistrzostw świata (1962 i 1966), triumfował podczas igrzysk rozgrywanych w swojej ojczyźnie. Na tych imprezach był także członkiem zwycięskiej drużyny.
W 2000 został uhonorowany miejscem w Hall of Fame Gimnastyki. 

## Starty olimpijskie (medale)
Tokio 1964
- skok, drużyna –  złoto